# Il gigante e la bambina
 Il gigante e la bambina è una canzone di Lucio Dalla con testo di Paola Pallottino, pubblicata nell'album Storie di casa mia nel 1971. Nello stesso anno il brano fu presentato da Ron a Un disco per l'estate. 

## Testo e significato
Il testo, nonostante sembri il racconto di una favola, in realtà racconta una tragedia. Infatti la vicenda raccontata nel brano ha come protagonisti un pedofilo (il gigante) e la sua vittima (la bambina). Il testo, scritto da Paola Pallottino, fu ispirato a un fatto di cronaca accaduto vicino a Bologna, lo stupro di una minorenne. 
La canzone subì una censura parziale da parte della Rai: l'autrice, appena la canzone fu presentata al pubblico, fu costretta a modificare il testo.